# Allgemeine Automobil-Zeitung (Deutschland)
Die Allgemeine Automobil-Zeitung (AAZ) war laut ihrem Untertitel das offizielle „Organ des Kartells Deutscher Automobil-Clubs und Vereins Deutscher Motorfahrzeug-Industrieller“. Die Zeitschrift erschien ab der Erstausgabe im Jahr 1900 bis hinein in die Zeit des Zweiten Weltkrieges wöchentlich über den in Berlin ansässigen Delius Klasing Verlag.
1912 bis 1918 enthielt das Blatt mitunter die Beilage Auto-Technik. Fachtechnische Zeitschrift für Kraftfahrzeuge, Motoren und Zubehör.
Eine kurzzeitige Fortsetzung erhielt die AAZ Deutsche Kraftfahrt – Motor und Sport – Allgemeine Automobilzeitung – Das Motorrad – Motorwelt : Gemeinschaftsblatt in den Kriegsjahren 1943 und 1944 durch die in Hannover bei Oppermann erschienene Deutsche Kraftfahrt – Motor und Sport – Allgemeine Automobilzeitung – Das Motorrad – Motorwelt. Gemeinschaftsblatt.